# Isabella di Morra
Isabella di Morra (asi 1520 – 1545 nebo 1546) byla italská básnířka z období renesance. 

## Život
Byla dcerou barona z Favale San Cataldo (dnešní Valsinni) v Neapolském království. Dostalo se jí uměleckého vzdělání, avšak v roce 1528 její otec musel uprchnout do Francie, protože byl obviněn ze zrady císaře Karla V., a Isabella se dostala pod dohled svých bratrů, kteří ji drželi v izolaci na rodinném hradě. 
Dopisovala si tajně se šlechticem a literátem ze sousedství Diegem Sandovalem de Castro; ačkoli se pravděpodobně nikdy osobně nesetkali, pro bratry Isabelly byl tento vztah urážkou a rozhodli se pro vraždu ze cti: napřed zabili Isabellina domácího učitele, který doručoval dopisy, pak ubodali k smrti Isabellu a krátce na to byl najatými vrahy zabit i Diego. 
Z Isabellina díla se zachovalo pouze třináct básní, převážně sonetů, které byly nalezeny při vyšetřování vraždy a vydal je ve své antologii Ludovico Dolce. 

## Isabella di Morra v kultuře
Na dílo zapomenuté autorky upozornil roku 1928 Benedetto Croce, André Pieyre de Mandiargues o ní napsal životopisnou hru, ve městě Maratea se koná na její počest filmový festival zaměřený na ženskou otázku a pojmenovaný Io, Isabella International film week. 
Poezie Isabelly di Morra formálně navazuje na Franceska Petrarku, jejím hlavním námětem je samota a smutek, bývá tak označována za předchůdkyni romantismu a existencialismu.